# Herxheimweyher

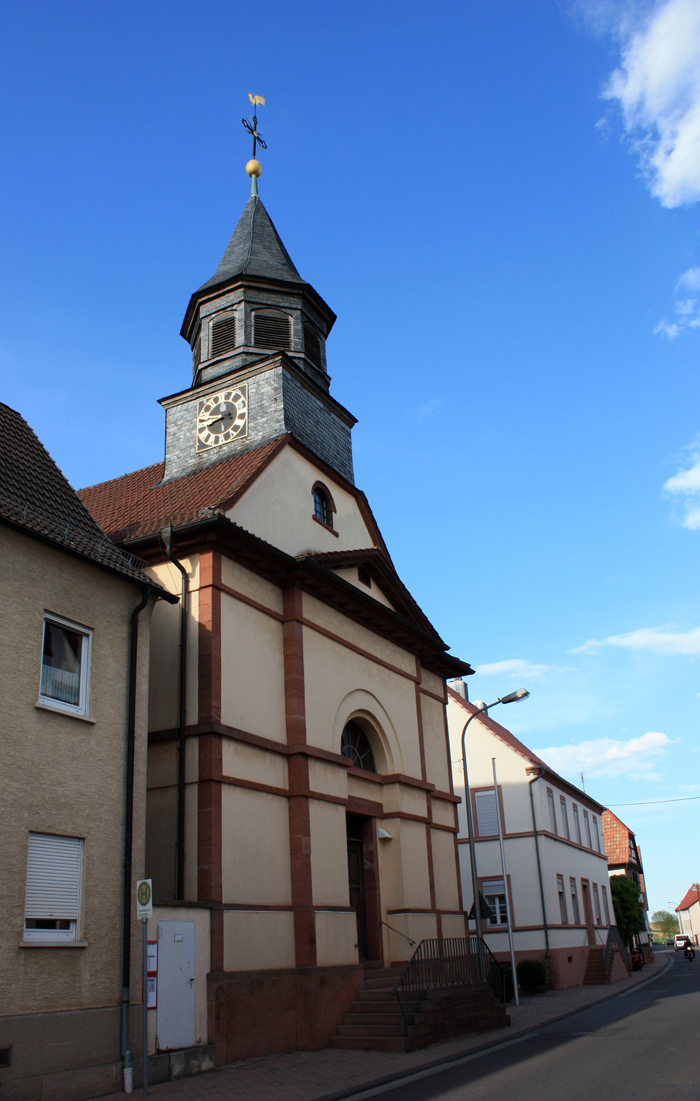
Katholische Pfarrkirche St. Antonius in der Hauptstraße

Herxheimweyher ist eine Ortsgemeinde im Landkreis Südliche Weinstraße in Rheinland-Pfalz. Sie gehört der Verbandsgemeinde Herxheim an, innerhalb derer sie gemessen an der Einwohnerzahl die kleinste Ortsgemeinde darstellt und die ihren Verwaltungssitz in der Gemeinde Herxheim bei Landau/Pfalz hat.

## Geographie
Herxheimweyher liegt in der Oberrheinischen Tiefebene im Osten des Landkreises Südliche Weinstraße. Nachbargemeinden sind – im Uhrzeigersinn – Knittelsheim, Rülzheim und Herxheim bei Landau/Pfalz. Der Klingbach streift den südlichen Siedlungsrand. Im Süden der Gemarkung befindet sich ein Waldgebiet, in dem in West-Ost-Richtung der Rottenbach verläuft. Unmittelbar an der Gemarkungsgrenze zu Herxheim nimmt dieser von rechts den Saugraben auf. Der größte Teil der Gemarkung wird landwirtschaftlich genutzt.

## Geschichte
Herxheimweyher wurde 1046 erstmals urkundlich erwähnt. Der Name leitet sich nicht von einem bei Herxheim gelegenen Weiher her, sondern von einem Weiler, also einer kleinen Ansiedlung.
Bis 1679 unterstand der Ort dem Hochstift Speyer und innerhalb diesem dem Oberamt Lauterburg. Mit dem Frieden von Nimwegen fiel Herxheimweyher mit allen südlich der Queich liegenden Gemeinden an Frankreich.
Ab 1798, als die Pfalz Teil der Französischen Republik (bis 1804) und anschließend Teil des Napoleonischen Kaiserreichs war, war Herxheimweyer – so die damalige Schreibweise – in den Kanton Landau im Departement des Niederrheins eingegliedert. 1814 hatte die Gemeinde insgesamt 377 Einwohner. 1815 gehörte der Ort zunächst zu Österreich. Ein Jahr später wechselte er in das Königreich Bayern. Von 1818 bis 1862 gehörte „Herxheimweiher“ dem Landkommissariat Landau an; aus diesem ging anschließend das Bezirksamt Landau hervor. Von 1854 bis 1880 hatte die Gemeinde ihre eigene Verwaltung an Herxheim verloren.
Ab 1939 war der Ort Bestandteil des Landkreises Landau in der Pfalz. Nach dem Zweiten Weltkrieg wurde Herxheimweyher innerhalb der französischen Besatzungszone Teil des damals neu gebildeten Landes Rheinland-Pfalz. Im Zuge der ersten rheinland-pfälzischen Verwaltungsreform wechselte der Ort am 7. Juni 1969 in den neu geschaffenen Landkreis Landau-Bad Bergzabern, der 1978 in Landkreis Südliche Weinstraße umbenannt wurde. 1972 wurde Herxheimweyher der ebenfalls neu gebildeten Verbandsgemeinde Herxheim zugeordnet.

## Religion
Die einst im Ort lebenden Juden wurden in Rülzheim begraben. Ende des Jahres 2013 waren 63,9 Prozent der Einwohner katholisch und 18,1 Prozent evangelisch. Die übrigen gehörten einer anderen Religion an oder waren konfessionslos.

## Politik

### Gemeinderat
Der Gemeinderat in Herxheimweyher besteht aus zwölf Ratsmitgliedern, die bei der Kommunalwahl am 9. Juni 2024 in einer Mehrheitswahl gewählt wurden, und dem ehrenamtlichen Ortsbürgermeister als Vorsitzendem. Bei der Wahl im Jahr 2009 fand eine personalisierte Verhältniswahl statt.
Die Sitzverteilung im Gemeinderat:
| Wahl | SPD               | CDU               | Gesamt   |
| ---- | ----------------- | ----------------- | -------- |
| 2024 | per Mehrheitswahl | per Mehrheitswahl | 12 Sitze |
| 2019 | per Mehrheitswahl | per Mehrheitswahl | 12 Sitze |
| 2014 | per Mehrheitswahl | per Mehrheitswahl | 12 Sitze |
| 2009 | 4                 | 8                 | 12 Sitze |
| 2004 | per Mehrheitswahl | per Mehrheitswahl | 12 Sitze |

### Bürgermeister
Markus Müller (CDU) wurde am 25. Juni 2019 Ortsbürgermeister von Herxheimweyher. Bei der Direktwahl am 26. Mai 2019 war er mit einem Stimmenanteil von 77,58 % gewählt worden. Bei der Direktwahl am 9. Juni 2024 trat er als Einzelbewerber an und wurde ohne Gegenkandidat mit 57,8 % für weitere fünf Jahre in seinem Amt bestätigt.
Müllers Vorgänger als Ortsbürgermeister war Bernhard Gadinger.

### Wappen
| Wappen von Herxheimweyher | Blasonierung: „Von Blau und Blau gespalten, rechts am Spalt eine halbe silberne Lilie, links ein silberner Fisch.“ |
| Wappen von Herxheimweyher | Wappenbegründung: Der Fisch weist auf das Suffix -weyher hin                                                       |

## Kultur
Vor Ort existieren insgesamt elf Objekte, die unter Denkmalschutz stehen. 1821 wurde anstelle einer Kapelle die heutige St. Antonius-Kirche im klassizistischen Stil errichtet. 1837 wurde das Pfarrhaus, 1845 das Schul- und Gemeindehaus erbaut.

## Infrastruktur

### Wirtschaft
Vor Ort wurde früher Tabakanbau betrieben. Im Gemeindegebiet sind mehrere Tabaktrockenschuppen erhalten geblieben. In Herxheimweyher wird teilweise Weinbau betrieben; als solche gehört die Gemeinde zum Weinanbaugebiet Pfalz. Vor Ort befindet sich die Einzellage Am Gaisberg. Der Windpark Rülzheim-Herxheimweyher befindet sich teilweise auf Gemarkung der Ortsgemeinde.

### Verkehr
Durch Herxheimweyher verläuft die Landesstraße 493, die den Ort unter anderem mit Herxheim und Rülzheim verbindet.

## Persönlichkeiten
- Thomas Hitschler (* 1982), Politiker (SPD), wuchs vor Ort auf